# 祖查语
祖查语是越南一种南亚语系语言。Didrah和Modrah两种方言难以互通。使用者被缅甸政府划为色当族。
祖查语元音有模式声、气声和嘎裂声间的对立。:143-184

## 分布
祖查语分布在崑嵩省得格雷县、崑嵩市和公伯陇县。(Le et. al 2014:175)
据《民族语》，它分布在崑嵩市东北，从Kon Hring到Kon Braih。